# Shingo Okamoto
Shingo Okamoto（シンゴ オカモト、岡本晋吾、1985年4月10日 - ）は日本のダンサー、振付師。

## 人物
- ダンスバトル、コンテストなどで多数の受賞歴を持つ
- 数多くのアーティストの振付師、バックアップダンサーを務める。また、日本だけでなく海外でもワークショップ、ショーケース、審査員、などの活動も行う

## 経歴

### 振り付け
- 三浦大知「Bring It Down」「Cry & Fight」「U」
- King & Prince「Mazy Night」「Namae Oshiete」
- AAA「Miss you」「PARTY IT UP」「恋音と雨空」フジテレビ系アニメ『ONE PIECE』主題歌「Wake up!」
- V6「FLASH BACK」「涙のアトが消える頃」
- Da-iCE「BOMB」「Startin' Up」
- Hilcrhyme「NEW DAY, NEW WORLD」
- Vimclip「Brand-New Sky feat. URATA NAOYA（AAA）」
- CODE-V「Spring Love」

### CM
- イトーヨーカドー「COOL BIZ」 AAA

### LIVE出演
- 三浦大知
  - 「DAICHI MIURA "exTime Tour 2012"」
  - 「DAICHI MIURA LIVE TOUR 2015“FEVER”」
  - 「DAICHI MIURA LIVE TOUR 2016 (RE)PLAY」
  - 「DAICHI MIURA BEST HIT TOUR 2017」
  - 「DAICHI MIURA LIVE 2018 ONE END TOUR」
  - 「DAICHI MIURA LIVE TOUR 2019-2020 COLORLESS (アリーナ公演)」
  - 「DAICHI MIURA Online LIVE The Choice is_____」
- JASMINE
  - 「MUSIC FOR ALL, ALL FOR ONE 2013」
- BoA
  - ファンクラブイベント「SOUL 10th Anniversary Event」
  - 「ミュージックドラゴン2013」
- リオオリンピック 閉会式メインダンサーとして出演[1]
- Shingo Okamoto × Sho Kamijo presents 【REBBIT TOUR 2019】[2]
- 藤井風
  - 「Fujii Kaze LOVE ALL SERVE ALL STADIUM LIVE」
  - 「Fujii Kaze LOVE ALL ARENA TOUR」
  - 「Fujii Kaze Stadium Live "Feelin' Good"」
  - 「Best of Fujii Kaze 2020-2024 ASIA TOUR」

### TV・PV
- 三浦大知「GO FOR IT」「I'm On Fire」「Anchor」「Bring It Down」「music」「Cry & Fight」「U」「Be Myself」「COLORLESS」「Antelope」「Backwards」
- BoA「Only One」
- Astro Battleground 2013 Malaysia
- CODE-V「Spring Love」
- 藤井風「きらり」
- フジテレビ「めちゃ×2イケてるッ! ダンシングヒーローでゴイゴイスーペシャル!!」
- Eテレ「The Wakey Show 」（2025年3月31日 - ）

### 舞台
- The Alucard Show（出演、アルカード振付/アレンジ）

### ワークショップ
- Movement lifestyle, Boogiezone university, BZU3(LA)
- The Vibe International(Norway)
- Finals-International Dance Competition 2014,2015(Germany)
- Kingland(China)